# Neomaorina lamellata
Neomaorina lamellata är en tvåvingeart som först beskrevs av Harrison 1959.  Neomaorina lamellata ingår i släktet Neomaorina och familjen prickflugor. Inga underarter finns listade i Catalogue of Life.